# Махоново
Махоново (рос. Махоново) — село у Добровському районі Липецької області Російської Федерації.
Населення становить 554  особи. Належить до муніципального утворення Махоновська сільрада.

## Історія
З 13 червня 1934 до 26 вересня 1937 року у складі Воронезької області, у 1937-1954 роках — Рязанської області. Відтак входить до складу Липецької області.
Згідно із законом від 2 липня 2004 року №114-оз органом місцевого самоврядування є Махоновська сільрада.

## Населення
| 2006 | 2010 | 2012 | 2013 | 2014 | 2015 | 2016 |
| ---- | ---- | ---- | ---- | ---- | ---- | ---- |
| 594  | ↗605 | ↗610 | ↘593 | ↘566 | ↗567 | ↘560 |
| 2017 | 2018 |      |      |      |      |      |
| ↗561 | ↘554 |      |      |      |      |      |